# Championnats du monde de la FIBT 2009
Navigation
Édition précédente Édition suivante
Les Championnats du monde de la FIBT 2009 se déroulent du 20 février 2009 au 1er mars 2009 à Lake Placid (États-Unis) sous l'égide de la Fédération internationale de bobsleigh et de tobogganing (FIBT).Il y a six titres à attribuer au total : trois en bobsleigh (bob à deux masculin, bob à quatre masculin et bob à deux féminin), deux en skeleton (individuel masculin et individuel féminin) et enfin un en équipe mixte (bobsleigh + skeleton). Il s'agit d'une compétition annuelle (hors année olympique). Lake Placid avait déjà accueilli les championnats du monde de skeleton à sept reprises (1949, 1961, 1969, 1973, 1978, 1983 et 1987) et un championnat du monde de bobsleigh masculin en 2003.
Lake Placid accueille également les championnats du monde de luge 2009. Les articles généraux sur les Championnats du monde selon le sport sont les suivants : Championnats du monde de bobsleigh - Championnats du monde de skeleton.

## Calendrier des épreuves
| ent. | Entraînement | c | Course |

| Événements    | Événements     | Calendrier (février-mars) | Calendrier (février-mars) | Calendrier (février-mars) | Calendrier (février-mars) | Calendrier (février-mars) | Calendrier (février-mars) | Calendrier (février-mars) | Calendrier (février-mars) | Calendrier (février-mars) | Calendrier (février-mars) | Calendrier (février-mars) | Calendrier (février-mars) | Calendrier (février-mars) | Calendrier (février-mars) |
| Événements    | Événements     | 17                        | 18                        | 19                        | 20                        | 21                        | 22                        | 23                        | 24                        | 25                        | 26                        | 27                        | 28                        | 1er                       |                           |
| ------------- | -------------- | ------------------------- | ------------------------- | ------------------------- | ------------------------- | ------------------------- | ------------------------- | ------------------------- | ------------------------- | ------------------------- | ------------------------- | ------------------------- | ------------------------- | ------------------------- | ------------------------- |
| Bobsleigh     | Bob à 4        |                           |                           |                           |                           |                           |                           |                           | ent.                      | ent.                      | ent.                      |                           | c                         | c                         |                           |
| Bobsleigh     | Bob à 2 Hommes | ent.                      | ent.                      | ent.                      |                           | c                         | c                         |                           |                           |                           |                           |                           |                           |                           |                           |
| Bobsleigh     | Bob à 2 Femmes | ent.                      | ent.                      | ent.                      | c                         | c                         |                           |                           |                           |                           |                           |                           |                           |                           |                           |
| Skeleton      | Hommes         |                           |                           |                           |                           |                           |                           | ent.                      | ent.                      | ent.                      |                           | c                         | c                         |                           |                           |
| Skeleton      | Femmes         |                           |                           |                           |                           |                           |                           | ent.                      | ent.                      | ent.                      | c                         | c                         |                           |                           |                           |
| Épreuve mixte | Épreuve mixte  |                           |                           |                           |                           | ent.                      | c                         |                           |                           |                           |                           |                           |                           |                           |                           |

## Podiums
| Épreuves                                  | Or                                                                    | Argent                                                            | Bronze                                                                  |
| ----------------------------------------- | --------------------------------------------------------------------- | ----------------------------------------------------------------- | ----------------------------------------------------------------------- |
| Bob à deux masculin résultats détaillés   | Suisse Ivo Rueegg Cédric Grand                                        | Allemagne Thomas Florschütz Marc Kuehne                           | États-Unis Steven Holcomb Curtis Tomasevicz                             |
| Bob à quatre masculin résultats détaillés | États-Unis Steven Holcomb Justin Olsen Steve Mesler Curtis Tomasevicz | Allemagne André Lange Alexander Roediger Kevin Kuske Martin Putze | Lettonie Janis Minins Daumants Dreiskens Oskars Melbardis Intars Dambis |
| Bob à deux féminin résultats détaillés    | Royaume-Uni Nicola Minichiello Gillian Cooke                          | États-Unis Shauna Rohbock Elana Meyers                            | Allemagne Cathleen Martini Janine Tischer                               |

| Épreuves                   | Or            | Argent        | Bronze              |
| -------------------------- | ------------- | ------------- | ------------------- |
| Hommes résultats détaillés | Gregor Stähli | Adam Pengilly | Alexander Tretiakov |
| Femmes résultats détaillés | Marion Trott  | Amy Williams  | Kerstin Szymkowiak  |

| Épreuves                         | Or | Argent                                                                                | Bronze                                                                                              |
| -------------------------------- | --- | ------------------------------------------------------------------------------------- | --------------------------------------------------------------------------------------------------- |
| Équipe mixte résultats détaillés | Allemagne Frank Rommel Sandra Kiriasis Patricia Polifka Marion Trott Thomas Florschütz Andreas Barucha | Suisse Gregor Stähli Sabina Hafner Anne Dietrich Maya Pedersen Ivo Rüegg Cédric Grand | États-Unis Eric Bernotas Shauna Rohbock Valerie Fleming Katie Uhlaender Steven Holcomb Justin Olsen |

## Tableau des médailles
Sur les 18 médailles en jeu, six nations sont parvenues à remporter une médaille. L'Allemagne est en tête de ce tableau avec six médailles dont deux en or (soit un tiers de médailles possibles) suivis de la Suisse avec deux titres également puis du Royaume-Uni et des États-Unis (deuxième meilleur total avec quatre médailles pour ces derniers qui évoluaient à domicile) avec un titre, enfin la Lettonie et la Russie complètent ce tableau avec une médaille de bronze chacune.
| Rang | Nation      | Or | Argent | Bronze | Total |
| ---- | ----------- | -- | ------ | ------ | ----- |
| 1    | Allemagne   | 2  | 2      | 2      | 6     |
| 2    | Suisse      | 2  | 1      | 0      | 3     |
| 3    | Royaume-Uni | 1  | 2      | 0      | 3     |
| 4    | États-Unis  | 1  | 1      | 2      | 4     |
| 5    | Lettonie    | 0  | 0      | 1      | 1     |
| -    | Russie      | 0  | 0      | 1      | 1     |

## Résultats détaillés

### Bobsleigh

#### Bob à deux masculin
| Rang               | Bobeurs                                     | Temps         |
| ------------------ | ------------------------------------------- | ------------- |
| Médaille d'or      | Suisse Ivo Rüegg Cédric Grand               | 3 min 42 s 20 |
| Médaille d'argent  | Allemagne Thomas Florschütz Marc Kuehne     | 3 min 42 s 42 |
| Médaille de bronze | États-Unis Steven Holcomb Curtis Tomasevicz | 3 min 42 s 60 |
| 4                  | Russie Alexsandr Zubkov Alekseï Voïevoda    | 3 min 42 s 74 |
| 5                  | Allemagne Andre Lange Kevin Kuske           | 3 min 43 s 12 |
| 6                  | Canada Pierre Lueders David Bissett         | 3 min 43 s 52 |
| 7                  | Canada Lyndon Rush Lascelles Brown          | 3 min 43 s 65 |
| 8                  | Russie Dmitry Abramovitch Sergey Purdnikov  | 3 min 43 s 91 |

| Le duo Ivo Rüegg/Cédric Grand remporte le titre mondial, mettant fin à douze années de non-succès suisse en bob à 2 masculin. Il s'agit pour eux de leur second titre mondial après le bob à 4 en 2007. Ils devancent le duo allemand Thomas Florschütz/Marc Kuehne, deuxième fois de suite que Florschütz devient vice-champion du monde de bob à 2, et devant le duo américain Steven Holcomb/Curtis Tomasevicz. Au rang des déceptions, le pilote suisse Beat Hefti (vainqueur de la Coupe du monde 2009 en bob à 2) termine seulement 13e, le champion olympique 2006 en titre Andre Lange 5e et le vice-champion 2006 olympique Pierre Lueders 6e. |
| Résultats officiels |

#### Bob à quatre masculin
| Rang               | Bobeurs                                                                      | Temps         |
| ------------------ | ---------------------------------------------------------------------------- | ------------- |
| Médaille d'or      | États-Unis Steven Holcomb Justin Olsen Steve Mesler Curtis Tomasevicz        | 3 min 36 s 61 |
| Médaille d'argent  | Allemagne Andre Lange Alexander Roediger Kevin Kuske Martin Putze            | 3 min 37 s 58 |
| Médaille de bronze | Lettonie Janis Minins Daumants Dreiskens Oskars Melbardis Intars Dambis      | 3 min 37 s 61 |
| 4                  | Russie Alexsandr Zubkov Roman Oreshnikov Dmitry Trunenkov Dmitriy Stepushkin | 3 min 38 s 05 |
| 5                  | Russie Dmitry Abramovitch Philipp Egorov Alexay Seliverstov Petr Moiseev     | 3 min 38 s 33 |
| 6                  | Suisse Ivo Rueegg Roman Handschin Thomas Lamparter Cédric Grand              | 3 min 38 s 39 |
| 7                  | Pays-Bas Edwin van Calker Arno Klaasen Sybren Jansma Timothy Beck            | 3 min 39 s 02 |
| 8                  | Autriche Wolfgang Stampfer Jürgen Mayer Gerhard Köhler Jürgen Loacker        | 3 min 39 s 08 |

| Les États-Unis renouent avec un titre de champion du monde de bob à 4 50 ans après leur dernier titre en 1959 à Saint-Moritz. Le bob américain piloté par Steven Holcomb (accompagné de Justin Olsen, Steve Mesler et Curtis Tomasevicz) s'impose avec près d'une seconde d'avance sur le bob allemand d'Andre Lange (tenant du titre) et le bob letton de Janis Minins, ce dernier décroche par ailleurs la première médaille de l'histoire du bobsleigh de la Lettonie. |
| Résultats officiels |

#### Bob à deux féminin
| Rang               | Bobeuses                                     | Temps         |
| ------------------ | -------------------------------------------- | ------------- |
| Médaille d'or      | Royaume-Uni Nicola Minichiello Gillian Cooke | 3 min 48 s 22 |
| Médaille d'argent  | États-Unis Shauna Rohbock Elana Meyers       | 3 min 48 s 60 |
| Médaille de bronze | Allemagne Cathleen Martini Janine Tischer    | 3 min 48 s 84 |
| 4                  | Canada Helen Upperton Jennifer Ciochetti     | 3 min 48 s 93 |
| 5                  | Canada Kaillie Humphries Heather Moyse       | 3 min 48 s 97 |
| 6                  | États-Unis Erin Pac Michelle Rzepka          | 3 min 49 s 00 |
| 7                  | Allemagne Sandra Kiriasis Patricia Polifka   | 3 min 49 s 19 |
| 8                  | Suisse Sabina Hafner Anne Dietrich           | 3 min 49 s 21 |

| Le duo britannique Nicola Minichiello (pilote) et Gillian Cooke (pousseuse) remportent les Championnats du monde 2009. Il s'agit de la première victoire d'une équipe britannique en bob à 2 féminin (et la première en bob général depuis 1965 et un titre en bob à 2 masculin) qui intervient après cinq éditions remportées par l'Allemagne, cette dernière laisse s'échapper pour la deuxième fois de son histoire le titre après celles des Suissesses en 2001 à Calgary. Minichiello avait déjà remporté en 2005 une médaille d'argent, il s'agit de la première médaille pour Cooke. À la seconde place, c'est le duo américain Shauna Rohbock (pilote) et Elana Meyers (pousseuse) qui prend la médaille d'argent, Rohbock remporte sa troisième médaille en Championnats du monde après deux médailles de bronze en 2005 et 2007, une première pour Meyers. Enfin à la troisième place, ce sont les Allemandes Cathleen Martini (pilote) et Janine Tischer (pousseuse) qui remportent la médaille de bronze, ce duo avait déjà remporté deux médailles d'argent aux éditions 2005 et 2007 et permettent à l'Allemagne d'être présente une nouvelle fois sur un podium de bob à 2 aux mondiaux (ce qui fut toujours le cas depuis sa création en 2000). La pilote allemande Sandra Kiriasis, vainqueur de la Coupe du monde 2004, 2005, 2006, 2007, 2008 et 2009 ainsi que des mondiaux 2007 et 2008 et donc tenante du titre, termine qu'à une modeste 7e place qui peut être expliqué par le changement le mois dernier de sa pousseuse en raison d'un désaccord. |
| Résultats officiels |

### Skeleton

#### Hommes
| Rang               | Skeletoneur         | Temps         |
| ------------------ | ------------------- | ------------- |
| Médaille d'or      | Gregor Stähli       | 2 min 46 s 58 |
| Médaille d'argent  | Adam Pengilly       | 2 min 46 s 93 |
| Médaille de bronze | Alexander Tretiakov | 2 min 47 s 09 |
| 4                  | Jon Montgomery      | 2 min 47 s 13 |
| 5                  | Michi Halilovic     | 2 min 47 s 17 |
| 6                  | Sandro Stielicke    | 2 min 47 s 26 |
| 7                  | Eric Bernotas       | 2 min 47 s 34 |
| 8                  | Jeff Pain           | 2 min 47 s 43 |

| Au lieu des quatre descentes programmées, seules trois se sont déroulées. Troisième titre mondial pour le Suisse Gregor Stähli (âgé de 41 ans) sacré en 1994 et 2007, il devance le Britannique inattendu Adam Pengilly et le Russe Alexander Tretiakov (vainqueur de la Coupe du monde 2009. |
| Résultats officiels |

#### Femmes
| Rang               | Skeletoneuse          | Temps         |
| ------------------ | --------------------- | ------------- |
| Médaille d'or      | Marion Trott          | 3 min 47 s 97 |
| Médaille d'argent  | Amy Williams          | 3 min 48 s 56 |
| Médaille de bronze | Kerstin Szymkowiak    | 3 min 48 s 61 |
| 4                  | Anja Huber            | 3 min 49 s 18 |
| 5                  | Emma Lincoln-Smith    | 3 min 49 s 27 |
| 6                  | Mellisa Hollingsworth | 3 min 49 s 29 |
| 7                  | Katie Uhlaender       | 3 min 49 s 32 |
| 8                  | Noelle Pikus-Pace     | 3 min 49 s 46 |

| Premier titre de championne du monde individuel pour l'Allemande Marion Trott, quelques jours après avoir remporté le classement général de la Coupe du monde 2009. Elle devient la quatrième Allemande à s'emparer de ce titre après Steffi Hanzlik, Diana Sartor et Anja Huber. Elle devance la Britannique Amy Williams et sa compatriote Kerstin Szymkowiak. Katie Uhlaender (vice-championne du monde 2008) termine 7e quelques semaines après avoir perdu son père d'une crise cardiaque et la tenante du titre Huber au pied du podium (4e). |
| Résultats officiels |

### Équipe mixte
| Rang               | Skeletoneur & bobeur                                                                                   | Temps         |
| ------------------ | --- | ------------- |
| Médaille d'or      | Allemagne Frank Rommel Sandra Kiriasis Patricia Polifka Marion Trott Thomas Florschütz Andreas Barucha | 3 min 45 s 41 |
| Médaille d'argent  | Suisse Gregor Stähli Sabina Hafner Anne Dietrich Maya Pedersen Ivo Rüegg Cédric Grand                  | 3 min 45 s 65 |
| Médaille de bronze | États-Unis Eric Bernotas Shauna Rohbock Valerie Fleming Katie Uhlaender Steven Holcomb Justin Olsen    | 3 min 45 s 66 |
| 4                  | Canada Jeff Pain Helen Upperton Amanda Moreley Mellisa Hollingsworth Lyndon Rush Chris Le Bihan        | 3 min 45 s 76 |
| 5                  | Royaume-Uni Anthony Sawyer Nicola Minichiello Jackie Gunn Amy Williams John James Jackson Henry Nwume  | 3 min 46 s 03 |
| 6                  | États-Unis Matthew Antoine Erin Pac Michelle Rzepka Noelle Pikus-Pace Todd Hays TJ Burns               | 3 min 46 s 20 |
| 7                  | Allemagne Florian Grassl Cathleen Martini Christin Senkel Anja Huber Karl Angerer Thomas Poege         | 3 min 46 s 32 |
| 8                  | Russie Sergei Chudinov Victoria Tokovaya Elena Doronina Svetlana Trunova Evgeny Popov Alexey Andryunin | 3 min 49 s 27 |

| Seules huit équipes ont pris part à cette épreuve dont deux équipes d'Allemagne et des États-Unis. Le titre est remporté par l'Allemagne devant la Suisse et les États-Unis. Cette épreuve est composée de quatre courses dont les temps sont cumulés selon la formule suivante : un skeletoneur - un bob à 2 féminin - une skeletoneuse - un bob à 2 masculin. |
| Résultats officiels |